# 卡爾克阿爾卑斯國家公園
47°47′24″N 14°22′25″E / 47.79000°N 14.37361°E

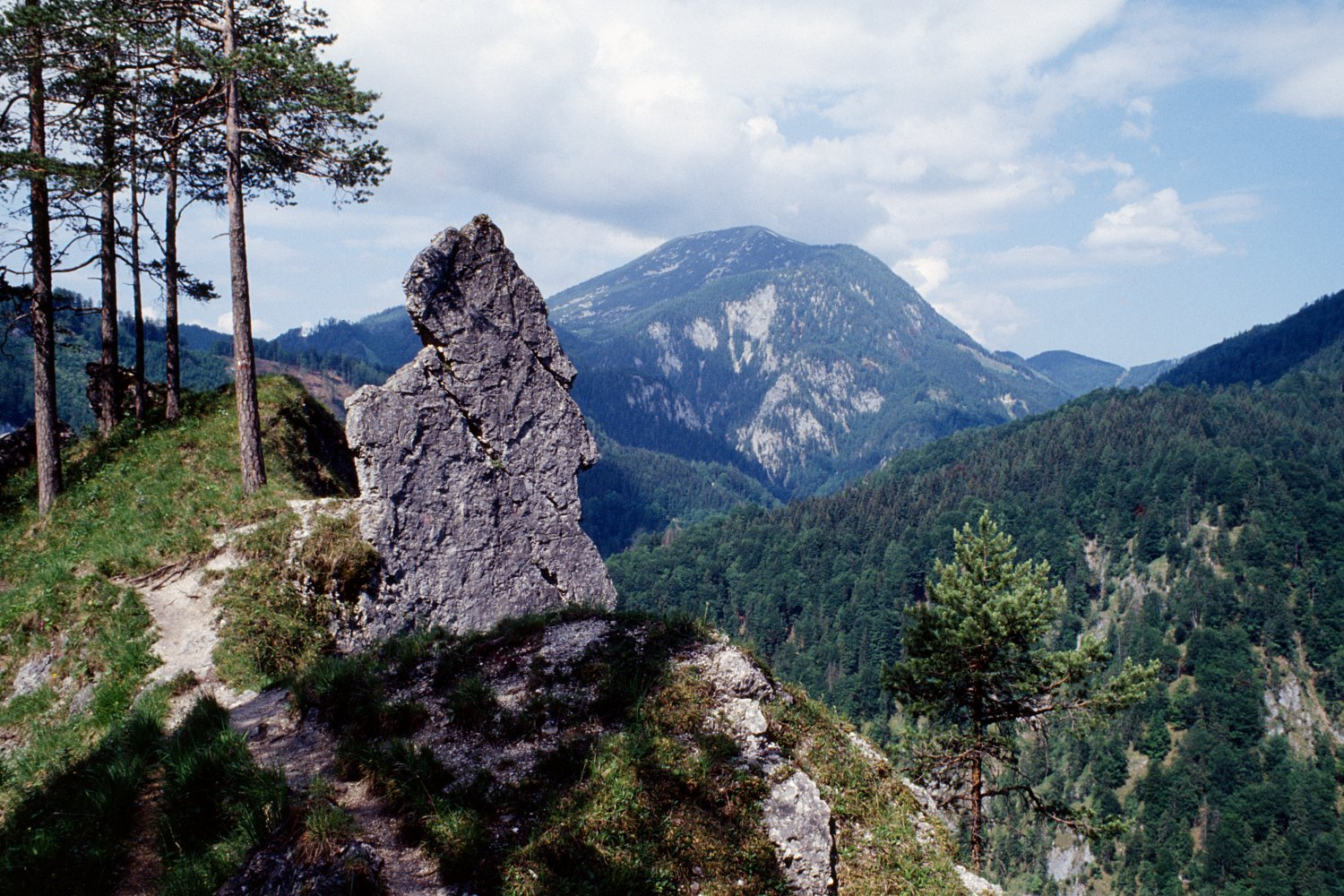

卡爾克阿爾卑斯國家公園（德語：Nationalpark Kalkalpen）是奧地利上奧地利州的國家公園，處於北石灰岩山脈地區，成立於1997年7月25日，面積208.3平方公里。

## 名稱
「卡爾克」是卡爾克斯坦（Kalkstein，即灰石）的略稱，故這處國家公園也可直譯為「灰石阿爾卑斯山國家公園」。